# 马库斯·吉尔
马库斯·吉尔（德語：Markus Gier，1970年1月1日—），瑞士男子赛艇运动员。他曾代表瑞士参加1996年和2000年夏季奥林匹克运动会赛艇比赛，其中1996年奥运会获得一枚金牌。

## 家庭
哥哥米夏埃尔·吉尔。